# Grewia megalocarpa
Grewia megalocarpa är en malvaväxtart som beskrevs av Ambroise Marie François Joseph Palisot de Beauvois. Grewia megalocarpa ingår i släktet Grewia och familjen malvaväxter. Inga underarter finns listade i Catalogue of Life.